# Karin Brookhuis

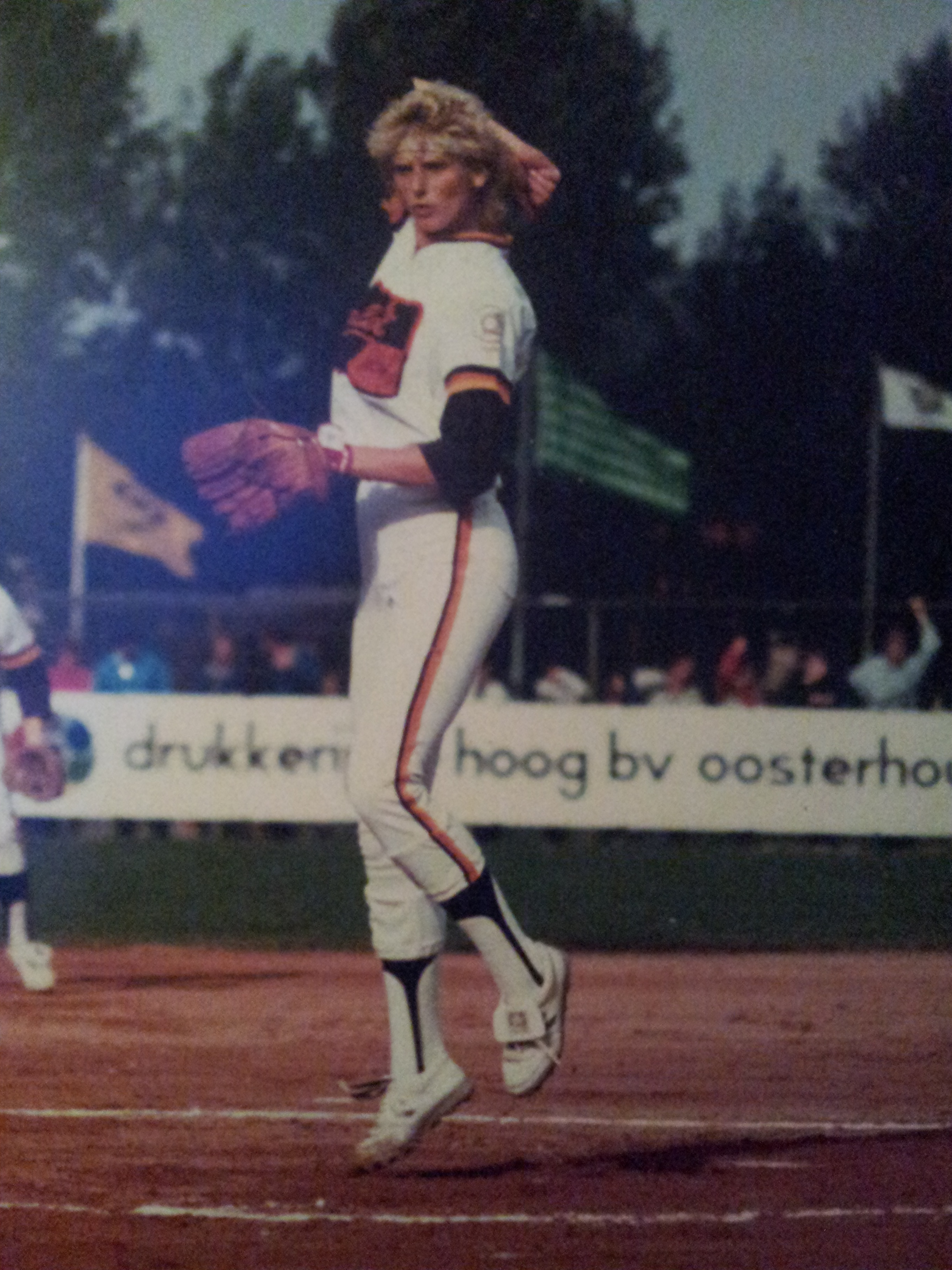
Karin Brookhuis in actie als pitcher van HCAW. Europacup Oosterhout '86.

Karin Brookhuis (Oldenzaal, 27 december 1962) is een voormalig Nederlands softbalster en huidig softbalcoach.
Brookhuis, een rechtshandige pitcher en eerste honkvrouw kwam als speler aanvankelijk uit voor de vereniging RUN '71 uit Oldenzaal. Hierna speelde ze in de hoofdklasse voor HCAW te Bussum tussen 1985 en 1992 waarmee ze meermalen het Nederlands Kampioenschap behaalde alsmede meermalen de Europacup voor landskampioenen. In 1990 werd ze uitgeroepen tot beste werper tijdens de Europacup van dat jaar. Ook kwam ze uit tussen 1985 en 1991 voor het Nederlands damessoftbalteam waarmee ze in 1990 tijdens de Wereldkampioenschappen te Boston de zesde plaats behaalde. Na haar actieve topsportloopbaan was ze actief als softbalcoach en pitchingtrainer onder meer voor de hoofdklassevereniging de Centrals in De Bilt.